# Campeonato Mundial de Futsal de 2000 (FIFUSA)
El Campeonato Mundial de futsal de la FIFUSA 2000 fue la séptima versión del importante torneo y la última que organizó la FIFUSA; el campeonato se disputó en las principales Ciudades de Bolivia, entre el 15 de noviembre y el 28 de noviembre. en este certamen participaron 16 selecciones nacionales.
Los partidos se disputaron en Santa Cruz, Oruro, Cochabamba, Sucre y La Paz.
Por razones económicas el conjunto de Venezuela no pudo defender su título. Al final Colombia logró el título en la definición por penales venciendo al local en una de las mejores finales de todos los tiempos.

## Elección de la sede
- Bolivia
- Venezuela

La FIFUSA delegó a Bolivia como sede para el mundial.

## Antecedentes
El 24 de junio en los salones del Hotel Radisson La Paz, se llevó a cabo la ceremonia de sorteo de sedes e integración de zonas del VII Mundial de Futsal. Con la presencia del Ministro de Educación, Cultura y Deportes de Bolivia, Dr. Tito Hoz de Vila, el Viceministro de Deportes Lic. Juan Antonio Terán, el presidente de FIFUSA - Antonio Alberca García, su Comité Ejecutivo en pleno, el presidente de la Federación Boliviana de futsal Angel Maldonado, Presidentes de las Federaciones Departamentales de Bolivia, Autoridades Consulares, Delegados de los países participantes, Invitados y numeroso público.
El acto protocolar transmitido por televisión nacional en directo a todo el país, se inició con el ingreso de las banderas de los países participantes, continuando luego con la presentación de la mascota oficial "Condorito" de algunos bailes típicos seguido de un vídeo institucional, luego de las palabras de rigor del Presidente de la Federación Boliviana, del Presidente de FIFUSA y del Ministro de Educación, Cultura y Deportes, el director Ejecutivo de FIFUSA Teodocio Carbonell, se llevó adelante el sorteo acompañado de las modelos Susana Peredo, Yenny Vaca y Raquel Rivero.

## Equipos participantes
En cursiva, los equipos debutantes.
En negrita, el equipo anfitrión.
| Confederación                                                    | Selección             | Clasificación      |
| ---------------------------------------------------------------- | --------------------- | ------------------ |
| CSFS (Sudamérica) (6 cupos)                                      | Bolivia               | (Anfitrión)        |
| CSFS (Sudamérica) (6 cupos)                                      | Uruguay               | (Subcampeón) 1997  |
| CSFS (Sudamérica) (6 cupos)                                      | Brasil                | (3.er Puesto) 1997 |
| CSFS (Sudamérica) (6 cupos)                                      | Argentina             |                    |
| CSFS (Sudamérica) (6 cupos)                                      | Colombia              |                    |
| CSFS (Sudamérica) (6 cupos)                                      | Paraguay              |                    |
| UEFS (Europa) (5 cupos)                                          | Rusia                 | (4.to Puesto) 1997 |
| UEFS (Europa) (5 cupos)                                          | Bélgica               |                    |
| UEFS (Europa) (5 cupos)                                          | Bielorrusia           |                    |
| UEFS (Europa) (5 cupos)                                          | Eslovaquia            |                    |
| UEFS (Europa) (5 cupos)                                          | España                |                    |
| CONCACFUTSAL (Norteamérica, Centroamérica y El Caribe) (3 cupos) | Antillas Neerlandesas |                    |
| CONCACFUTSAL (Norteamérica, Centroamérica y El Caribe) (3 cupos) | Costa Rica            |                    |
| CONCACFUTSAL (Norteamérica, Centroamérica y El Caribe) (3 cupos) | México                |                    |
| CAFUSA (África) (1 cupo)                                         | Marruecos             |                    |
| OFC (Oceanía) (1 cupo)                                           | Australia             |                    |

## Sorteo

### Grupos
Tras el sorteo, los grupos quedaron de la siguiente manera:
| Grupo A                              | Grupo B                                | Grupo C                           | Grupo D                                      |
| ------------------------------------ | -------------------------------------- | --------------------------------- | -------------------------------------------- |
| Uruguay Bielorrusia México Australia | Bolivia Colombia Eslovaquia Costa Rica | Paraguay España Argentina Bélgica | Brasil Rusia Antillas Neerlandesas Marruecos |

## Sistema de juego
Las 16 selecciones participantes disputaron la primera ronda en donde se crearon cuatro grupos de cuatro equipos donde avanzaban tres equipos de cada uno. Luego los 12 clasificados disputaban una segunda ronda de cuatro grupos de tres equipos en donde avanzaron dos equipos de cada grupo. Los 8 clasificados disputaron una fase final donde daban inicio en los cuartos de final. Los vencedores de cada llave pasaron a las semifinales y luego los ganadores de cada encuentro se enfrentaban en la gran final.

## Primera fase

### Grupo A
| Grupo A     | Pts | J | G | E | P | GF | GC | Dif |
| ----------- | --- | - | - | - | - | -- | -- | --- |
| Uruguay     | 6   | 3 | 3 | 0 | 0 | 13 | 2  | +11 |
| Bielorrusia | 3   | 3 | 1 | 1 | 1 | 8  | 9  | -1  |
| México      | 2   | 3 | 0 | 2 | 1 | 4  | 7  | -3  |
| Australia   | 1   | 3 | 0 | 1 | 2 | 8  | 15 | -7  |

| 17 de noviembre de 2000 | Uruguay | 6:1 | Australia               | Coliseo John Pictor Blanco, Santa Cruz |  |
|                         | Sebastian Dávila (min 10)' · Diego Torrez (18 min)' · Carlos Favero (19 min)' · Álvaro Vescia (3 min)' (7 min)' · Sebastián Dávila (18 min)' |     | David Petr Vic (10 min) |                                        |  |

| 17 de noviembre de 2000 | Bielorrusia                 | 1:1 | México                  | Coliseo John Pictor Blanco, Santa Cruz |  |
|                         | Vladimir Choupilov (9 min)' |     | Apolinar Uribe (8 min)' |                                        |  |

| 18 de noviembre de 2000 | México | 0:3 | Uruguay                                                                   | Coliseo John Pictor Blanco, Santa Cruz |  |
|                         |        |     | Carlos Favero (m.10)' · Diego Ciappesoni (m. 12)' · Diego Tórrez (m. 31)' |                                        |  |

| 18 de noviembre de 2000 | Bielorrusia                                                                                      | 6:4 | Australia                                                                  | Coliseo John Pictor Blanco, Santa Cruz |  |
|                         | Vladimir Choupilov m. 10' m. 12' m. 21' m. 36' · Ihar Astapchyk (m. 23)' · Artei Kassak (m. 28)' |     | Marc Hoenslaars m. 16' m. 33)' · Nino Marvello m. 22' · Robbie Issa m. 38' |                                        |  |

| 19 de noviembre de 2000 | Australia                                                     | 3:3 | México             | Coliseo John Pictor Blanco, Santa Cruz |  |
|                         | Maslin Rouski Nicolic · Mazzasalma Dinny · Milavenovic Seebok |     | Víctor Hugo Huerta |                                        |  |

| 19 de noviembre de 2000 | Bielorrusia         | 1:4 | Uruguay                                         | Coliseo John Pictor Blanco, Santa Cruz |  |
|                         | Vladimir Shirisko . |     | Luis Casañas · Fernando Pérez · Arturo Bessio . |                                        |  |

### Grupo B
| Grupo B    | Pts | J | G | E | P | GF | GC | Dif |
| ---------- | --- | - | - | - | - | -- | -- | --- |
| Bolivia    | 6   | 3 | 3 | 0 | 0 | 19 | 2  | +17 |
| Colombia   | 4   | 3 | 2 | 0 | 1 | 17 | 5  | +12 |
| Eslovaquia | 2   | 3 | 1 | 0 | 2 | 6  | 15 | -9  |
| Costa Rica | 0   | 3 | 0 | 0 | 3 | 4  | 24 | -20 |

| 16 de noviembre de 2000 | Bolivia | 9:0 | Costa Rica | Coliseo "Eduardo Leclere Polo", Oruro |  |
|                         | Reyes min 3' · Barba min 16' · Reyes (min 26)' · Herrera (min 36)' · Herrera (min 10)' · Saavedra (min 17)' · Saavedra (min 17)' · Barba (min 32)' · Barba (min 32)' |     |            |                                       |  |

| 17 de noviembre de 2000 | Colombia                                                                                        | 5:1 | Eslovaquia             | Coliseo "Eduardo Leclere Polo", Oruro |  |
|                         | Jhon Freddy Celis (min 13)' (3st)' (7st)' · Juan Carlos Soto (min 12)' · Viviano Mena (min 15)' |     | Eduard Balaz (min 16)' |                                       |  |

| 18 de noviembre de 2000 | Colombia                                                                                  | 10:1 | Costa Rica    | Coliseo "Eduardo Leclere Polo", Oruro |  |
|                         | Jhon Pinilla · Jhon Freddy Celis · Alexander Duque ( · Victor Santos · Giovanni Hernandez |      | Javier Alfaro |                                       |  |

| 18 de noviembre de 2000 | Bolivia                                                                                              | 7:0 | Eslovaquia | Coliseo "Eduardo Leclere Polo", Oruro |  |
|                         | Hansel Barba · Enrique Montoya · Leonel Reyes · Mauricio Saavedra · Alejandro Masay · Mauricio Arnez |     |            |                                       |  |

| 19 de noviembre de 2000 | Costa Rica        | 3:5 | Eslovaquia            | Coliseo "Eduardo Leclere Polo", Oruro |  |
|                         | Hernández · Celis |     | Galla · Balaz · Socha |                                       |  |

| 19 de noviembre de 2000 | Bolivia                                                       | 3:2 | Colombia                                | Coliseo "Eduardo Leclere Polo", Oruro |  |
|                         | Ramiro Mendoza 19´' · Leonel Reyes 28´' · Mauricio Arnez 39´' |     | Jhon Pinilla 13´' · Engelbert Vergel 27 |                                       |  |

### Grupo C
| Grupo C   | Pts | J | G | E | P | GF | GC | Dif |
| --------- | --- | - | - | - | - | -- | -- | --- |
| Paraguay  | 5   | 3 | 2 | 1 | 0 | 17 | 8  | +9  |
| España    | 4   | 3 | 1 | 2 | 0 | 6  | 5  | +1  |
| Argentina | 3   | 3 | 1 | 1 | 1 | 8  | 8  | 0   |
| Bélgica   | 0   | 3 | 0 | 0 | 3 | 6  | 16 | -10 |

| 17 de noviembre de 2000 | Paraguay | 10:2 | Bélgica                                    | Coliseo de la Coronilla "José Catro Méndez", Cochabamba |  |
|                         | Nélson Méndez (7 min)'} · Eugenio Zorrilla (17 min' (20 min)' · Juan de La Rosa Gómez (24 min)' (32 min)' · Vicente Ortiz (35 min)' · Eugenio Zorrilla (36 min)' · Vicente Ortiz (38 min)' · Juan de La Rosa Gómez 39' · Demetrio Fragueda (40 min)' |      | Albert Nassau (11 min)' · Maraki (min 40)' |                                                         |  |

| 17 de noviembre de 2000 | España                  | 1:1 | Argentina               | Coliseo de la Coronilla "José Catro Méndez", Cochabamba |  |
|                         | Rubén Cergosa (11 min)' |     | Martín Lafalla (7 min)' |                                                         |  |

| 18 de noviembre de 2000 | España                                  | 2:1 | Bélgica            | Coliseo de la Coronilla "José Catro Méndez", Cochabamba |  |
|                         | José María Sendra 5' · Jaime Mancha 22' |     | Caetan Beaudot 15' |                                                         |  |

| 18 de noviembre de 2000 | Paraguay                                           | 4:3 | Argentina                                                      | Coliseo de la Coronilla "José Catro Méndez", Cochabamba |  |
|                         | Nelson Méndez 5' · Juan de La Rosa Gómez 6' 9' 25' |     | Lisandro Femenía 13' · Martín Lafalla 15' · Federico Poges 28' |                                                         |  |

| 19 de noviembre de 2000 | Argentina                                                                          | 4:3 | Bélgica                                                                          | Coliseo de la Coronilla "José Catro Méndez", Cochabamba |  |
|                         | Oscar Cuba (10 min.)' · Lisandro Femenia 19' · Martín Lafalla (8 min.)' (13 min.)' |     | Caetan Beaudot (20 min.)' · Vincent Callens (7 min.)' · Caetan Beaudot (9 min.)' |                                                         |  |

| 19 de noviembre de 2000 | Paraguay                                                        | 3:3 | España                                                                        | Coliseo de la Coronilla "José Catro Méndez", Cochabamba |  |
|                         | Juan de La Rosa Gómez (13 min)' y (16 min)' Gustavo Marecos 15' |     | Bartolomé Florit (17 min)' · Jaime Bujosa (16 min)' · Manuel Romero (20 min)' |                                                         |  |

### Grupo D
| Grupo D               | Pts | J | G | E | P | GF | GC | Dif |
| --------------------- | --- | - | - | - | - | -- | -- | --- |
| Brasil                | 5   | 3 | 2 | 1 | 0 | 44 | 5  | +39 |
| Rusia                 | 5   | 3 | 2 | 1 | 0 | 37 | 4  | +33 |
| Antillas Neerlandesas | 2   | 3 | 1 | 0 | 2 | 8  | 27 | -19 |
| Marruecos             | 0   | 3 | 0 | 0 | 3 | 4  | 57 | -53 |

| 17 de noviembre de 2000 | Rusia                                                                                             | 20:0 | Marruecos | Coliseo Jorge Revilla Aldana, Sucre |  |
|                         | Monakov · Masiv · Dolvikov ) · Milovanov · MIrovnichenko · Ermakov · Braminski · Demetiev NIcolai |      |           |                                     |  |

| 17 de noviembre de 2000 | Brasil | 11:0 | Antillas Neerlandesas | Coliseo Jorge Revilla Aldana, Sucre |  |
|                         | Daniel Brito (7 min)' · Alan Tostes (9 min)' · Celso Mendez (14 min)' · Marcio de Amorin (18 min)' · Antonio Carlos (30 min)' · Antonio Carlos (31 min)' · Daniel Brito (33 min)' · Antonio Carlos (35 min)' · Cristiano Da Silva (37 min)' · Wagner Fernandez (38 min)' · Bruno Rodriguez 39' |      |                       |                                     |  |

| 18 de noviembre de 2000 | Rusia | 14:1 | Antillas Neerlandesas | Coliseo Jorge Revilla Aldana, Sucre |  |
|                         | Serguey Mirovnichenko · Andrei Monakov · Vladimir Masiv · Vladimir Braminski · Alexei Nicolaev · Igor Kaisarov . |      | Clay Poppen           |                                     |  |

| 18 de noviembre de 2000 | Brasil | 30:2 | Marruecos  | Coliseo Jorge Revilla Aldana, Sucre |  |
|                         | Daniel Brito · Alan Tostes · Cristiano da Silva · Bruno Rodriguez · Celso Luis Mendes · Antonio Carlos · Isaac Monteiro · Wagner Fernandez |      | Yasiv Jasi |                                     |  |

| 19 de noviembre de 2000 | Marruecos                      | 2:7 | Antillas Neerlandesas                                                                | Coliseo Jorge Revilla Aldana, Sucre |  |
|                         | Elrhard Mohamed · Pazi Yassine |     | Clay Poppen · David Anglatina · Shurendij Boelijn · Wilperg Matijon · Elton Caroline |                                     |  |

| 19 de noviembre de 2000 | Brasil                                          | 3:3 | Rusia                                                             | Coliseo Jorge Revilla Aldana, Sucre |  |
|                         | Celso Luis Mendez 3’' · Daniel de Brito 19 27’' |     | Vitory Puchikov 25’' · Demetiev Nicolai 26’' · Louri Ermakov 30’' |                                     |  |

## Segunda fase

### Grupo I
| Grupo I   | Pts | J | G | E | P | GF | GC | Dif |
| --------- | --- | - | - | - | - | -- | -- | --- |
| Colombia  | 4   | 2 | 2 | 0 | 0 | 7  | 3  | +4  |
| Argentina | 2   | 2 | 1 | 0 | 1 | 6  | 3  | +3  |
| Uruguay   | 0   | 2 | 0 | 0 | 2 | 1  | 8  | -7  |

| 21 de noviembre de 2000 | Uruguay | 0:4 | Argentina                                              | Coliseo Julio Borelli Viteritto, La Paz |  |
|                         |         |     | Lizandro Femeira · Gustavo Ferreira · Federico Poges . |                                         |  |

| 22 de noviembre de 2000 | Colombia                                                                   | 3:2 | Argentina                                          | Coliseo Julio Borelli Viteritto, La Paz |  |
|                         | Jhon Pinilla (4 min.)' · Giovani Hernández (12 min)' · Juan Carlos Soto 3' |     | John Celis (7 min.)' · Gustavo Ferreiro (14 min.)' |                                         |  |

| 23 de noviembre de 2000 | Uruguay              | 1:4 | Colombia                                                             | Coliseo Julio Borelli Viteritto, La Paz |  |
|                         | Sebastián Dávila 16' |     | Giovanny Hernández 12' · Jhon Pinilla 15' · Jhon Pinilla 16' 19' St. |                                         |  |

### Grupo II
| Grupo II              | Pts | J | G | E | P | GF | GC | Dif |
| --------------------- | --- | - | - | - | - | -- | -- | --- |
| Bolivia               | 4   | 2 | 2 | 0 | 0 | 37 | 3  | +4  |
| Bielorrusia           | 2   | 2 | 1 | 0 | 1 | 17 | 6  | +11 |
| Antillas Neerlandesas | 0   | 2 | 0 | 0 | 2 | 1  | 46 | -45 |

| 21 de noviembre de 2000 | Bolivia | 32:0 | Antillas Neerlandesas | Coliseo "Eduardo Leclere Polo", Oruro |  |
|                         | Hansel Barba · Mario Saavedra · Leonel Reyes · Juan Parada · Ramiro Mendoza · Enrique Montoya · Luis Herrera |      |                       |                                       |  |

| 22 de noviembre de 2000 | Bielorrusia                                                                                     | 14:1 | Antillas Neerlandesas | Coliseo "Eduardo Leclere Polo", Oruro |  |
|                         | Serguei Kauzmintch · Andrei Antonau · Vladimir Choupilov · Sergeui Tsitavets · Andrei Baranokov |      | Jeremy Faries         |                                       |  |

| 23 de noviembre de 2000 | Bolivia                                                                                      | 5:3 | Bielorrusia                                                           | Coliseo "Eduardo Leclere Polo", Oruro |  |
|                         | Leonel Reyes 2' · Luis Herrera 5' · Luis Herrera 28' · Mauricio Arnez 29' · Hansel Barba 34' |     | Sergei Kouzneson 11' · Vladzimir Karasion 16' · Sergei Kouzneson 38'. |                                       |  |

### Grupo III
| Grupo III  | Pts | J | G | E | P | GF | GC | Dif |
| ---------- | --- | - | - | - | - | -- | -- | --- |
| Rusia      | 3   | 2 | 1 | 1 | 0 | 5  | 4  | +1  |
| Paraguay   | 2   | 2 | 1 | 0 | 1 | 11 | 8  | +3  |
| Eslovaquia | 1   | 2 | 0 | 1 | 1 | 3  | 7  | -4  |

| 21 de noviembre de 2000 | Paraguay                                                | 7:3 | Eslovaquia                                       | Coliseo "Eduardo Leclere Polo", Oruro |  |
|                         | Juan de La Rosa Gómez · Nelson Méndez · Daniel Araujo . |     | Jaroslav Sukenik · Eduard Balaz · Stefan Horvath |                                       |  |

| 22 de noviembre de 2000 | Rusia | 0:0 | Eslovaquia | Coliseo "Eduardo Leclere Polo", Oruro |  |

| 23 de noviembre de 2000 | Paraguay                                          | 4:5 | Rusia                                                         | Coliseo "Eduardo Leclere Polo", Oruro |  |
|                         | Rogelio Godoy · Nelson Méndez } · Sergio Arauco . |     | Sergeui Mirochnitchenko · Vladimir Prominski · Alexi Nikolaev |                                       |  |

### Grupo IV
| Grupo IV | Pts | J | G | E | P | GF | GC | Dif |
| -------- | --- | - | - | - | - | -- | -- | --- |
| España   | 4   | 2 | 2 | 0 | 0 | 8  | 3  | +5  |
| Brasil   | 2   | 2 | 1 | 0 | 1 | 6  | 5  | +1  |
| México   | 0   | 2 | 0 | 0 | 2 | 5  | 11 | -6  |

| 21 de noviembre de 2000 | Brasil                                                    | 5:3 | México                            | Coliseo Julio Borelli Viteritto, La Paz |  |
|                         | Celso de Araujo · Daniel de Brito · Carlos Antonio Saudel |     | Víctor Hugo Huerta · Jorge Rengel |                                         |  |

| 22 de noviembre de 2000 | España                                                                          | 6:2 | México                     | Coliseo Julio Borelli Viteritto, La Paz |  |
|                         | Bartolomé Florit (48 segundos' 9' 36' · Manuel Romero 3' 23' · Jaime Bujosa 29' |     | Víctor Hugo Huerta 26' 40' |                                         |  |

| 23 de noviembre de 2000 | Brasil                 | 1:2 | España                                             | Coliseo Julio Borelli Viteritto, La Paz |  |
|                         | Daniel Brito (5 min.)' |     | Manuel Romero (16 min.)' · Jaime Bujosa (34 min.)' |                                         |  |

## Tercera fase

### Cuadro general
|  | Cuartos de final        | Cuartos de final        |               |           | Semifinales             | Semifinales             |       |              | Final                   | Final                   |  |
|  | 25 de noviembre de 2000 | 25 de noviembre de 2000 |               |           | 27 de noviembre de 2000 | 27 de noviembre de 2000 |       |              | 28 de noviembre de 2000 | 28 de noviembre de 2000 |  |
|  |                         |                         |               |           |                         |                         |       |              |                         |                         |  |
|  |                         |                         |               |           |                         |                         |       |              |                         |                         |  |
|  | Rusia                   | 5                       |               |           |                         |                         |       |              |                         |                         |  |
|  | Rusia                   | 5                       |               |           |                         |                         |       |              |                         |                         |  |
|  | Bielorrusia             | 1                       |               |           |                         |                         |       |              |                         |                         |  |
|  | Bielorrusia             | 1                       |               | Rusia     | 2                       |                         |       |              |                         |                         |  |
|  |                         |                         |               | Rusia     | 2                       |                         |       |              |                         |                         |  |
|  |                         |                         | Bolivia       | 8         |                         |                         |       |              |                         |                         |  |
|  | Bolivia                 | 4                       | Bolivia       | 8         |                         |                         |       |              |                         |                         |  |
|  | Bolivia                 | 4                       |               |           |                         |                         |       |              |                         |                         |  |
|  | Paraguay                | 0                       |               |           |                         |                         |       |              |                         |                         |  |
|  | Paraguay                | 0                       |               |           |                         |                         |       | Bolivia      | 3 (1)                   |                         |  |
|  |                         |                         |               |           |                         |                         |       | Bolivia      | 3 (1)                   |                         |  |
|  |                         |                         | Colombia (p.) | 3 (3)     |                         |                         |       |              |                         |                         |  |
|  | España                  | 3                       | Colombia (p.) | 3 (3)     |                         |                         |       |              |                         |                         |  |
|  | España                  | 3                       |               |           |                         |                         |       |              |                         |                         |  |
|  | Argentina               | 4                       |               |           |                         |                         |       |              |                         |                         |  |
|  | Argentina               | 4                       |               | Argentina | 1                       |                         |       | Tercer lugar | Tercer lugar            |                         |  |
|  |                         |                         |               | Argentina | 1                       |                         |       | Tercer lugar | Tercer lugar            |                         |  |
|  |                         |                         | Colombia      | 7         |                         |                         |       |              |                         |                         |  |
|  | Colombia                | 5                       | Colombia      | 7         |                         |                         | Rusia | 6 (5)        |                         |                         |  |
|  | Colombia                | 5                       |               |           |                         |                         | Rusia | 6 (5)        |                         |                         |  |
|  | Brasil                  | 1                       |               |           |                         |                         |       |              | Argentina (p.)          | 6 (6)                   |  |
|  | Brasil                  | 1                       |               |           |                         |                         |       |              | Argentina (p.)          | 6 (6)                   |  |
|  |                         |                         |               |           |                         |                         |       |              |                         |                         |  |

### Cuartos de final
| 25 de noviembre de 2000 | Rusia | 5:1 | Bielorrusia                  | Coliseo "Eduardo Leclere Polo", Oruro |  |
|                         | Igor Kaisov 2' · Seguei Mirochtchenko 15' · Vladimir Prominski 24' · Alexei Nikolaev 25' · Adrei Monakov 39' |     | Serguei Kauzmintch (26 min)' |                                       |  |

| 25 de noviembre de 2000 | Bolivia                                                                     | 4:0 | Paraguay | Coliseo "Eduardo Leclere Polo", Oruro |  |
|                         | Leonel Reyes (7 min.)' · Arnez 3' · Saavedra (6 min.)' · Montoya (11 min.)' |     |          |                                       |  |

| 25 de noviembre de 2000 | Argentina                                                                                                | 4:3 | España                                                                                 | Coliseo Julio Borelli Viteritto, La Paz |  |
|                         | Federico Poges (16 min.)' · Lizandro Femenia (19 min.)' · Federico Poges (31 min.)' · Cantero (35 min.)' |     | Juan Manuel Aguilera (12 min.)' · Agustín Sánchez (13 min.)' · Jaime Bujosa (14 min.)' |                                         |  |

| 25 de noviembre de 2000 | Colombia                                                                                            | 5:1 | Brasil                      | Coliseo Julio Borelli Viteritto, La Paz |  |
|                         | Jhon Pinilla (5 mln.)' (8 min.)' (34 min.)' · Victor Santos (19 min.)' · Juan Carlos Soto 29 min.)' |     | Wagner Fernandez (32 min.)' |                                         |  |

### Semifinal
| 27 de noviembre de 2000 | Argentina                     | 1:7 | Colombia | Coliseo Julio Borelli Viteritto, La Paz |  |
|                         | Christian Cantero, 18'11"' ST |     | Jhon Pinilla, 15'15"' (PT) 1'08"' 10'11"' 16'09"' min ? (ST) · Giovani Hernández 13'12"' (ST) · Roshan Arias, 17'00"' (ST) |                                         |  |

| 7 de septiembre de 2000 | Bolivia | 8:2 | Rusia                                                    | Coliseo Julio Borelli Viteritto, La Paz |  |
|                         | Enrique Montoya (5'40")' · Mauricio Arnez, 7'39"' (PT) 10'17"' 14'11"' (ST) · Luis Herrera, 15'07"' y 16'07"' (ST) · Mario Saavedra, 18'38"' (ST) · Hansel Barba, 19'38"' (ST) |     | Andrey Monakhov, 16'29" (ST) Vialy Poudikov, 17'47" (ST) |                                         |  |

### Tercer Lugar
| 28 de noviembre de 2000 | Rusia | 6:6 (5:6 p.) | Argentina | Coliseo Julio Borelli Viteritto, La Paz |                                 |
|                         | Vladimir Promisky 7'50"' · Alexei Nikolaev, 12'56"' · Evgueni Milovanov, 11'33"' · Sergei Mirochnitchenko, 14'53"' · Alexeio Nikolaev, 15'53"' · Vitali Poudikov, 19'28"' | Reporte      | Oscar Cuba, 6'37"' · Federico Póges, 7'42"' · Christian Cantero, 3'24"' · Marín Lafalla, 7'54"' 18'12"' 19'35"' | Asistencia: 10.000 espectadores         | Asistencia: 10.000 espectadores |

| Tiros desde el punto penal |                          |     |                  |          |
| Prominsky                  | Acierto de penal         | 1:1 | Acierto de penal | Poges    |
| Mirochnitchenko            | Acierto de penal         | 2:2 | Acierto de penal | Femenia  |
| Nikolaev                   | Acierto de penal         | 3:3 | Acierto de penal | Benozio  |
| Milovanov                  | Acierto de penal         | 4:4 | Acierto de penal | Femania  |
| Promisky                   | Acierto de penal         | 5:5 | Acierto de penal | Laffalla |
| Nikolaev                   | Fallo de penal (Atajado) | 5:6 | Acierto de penal | Benozio  |

### Final
| 28 de noviembre de 2000 | Bolivia                                            | 3:3 (3:3, 3:2) (t. s.)(0:0 t. s.)(1:3 p.) | Colombia                                                               | Coliseo Julio Borelli Viteritto, La Paz |                                 |
|                         | Jhon Celis 6'10"' · Ramiro Mendoza 12'05"' 18'53"' | Reporte                                   | Jhon Pinilla 5'27"' · Víctor Santos 18'31"' · Engelbert Vergel 00'55"' | Asistencia: 10.000 espectadores         | Asistencia: 10.000 espectadores |

| Tiros desde el punto penal |                          |     |                  |                  |
| Luis Herrera               | Fallo de penal (Atajado) | 0:1 | Acierto de penal | Viviano Mena     |
| Mauricio Arnez             | Acierto de penal         | 1:2 | Acierto de penal | Engelbert Vergel |
|                            |                          | 1:3 | Acierto de penal | Jhon Pinilla     |

|                              |
| Bandera de Colombia          |
| Campeón Colombia 1.er Título |

## Tabla general
| Pos. | Equipo                | Pts | J | G | E | P | GF | GC | Dif. | Rend.  |
| ---- | --------------------- | --- | - | - | - | - | -- | -- | ---- | ------ |
| 1    | Colombia              | 13  | 8 | 6 | 1 | 1 | 39 | 13 | +26  | 81,25% |
| 2    | Bolivia               | 15  | 8 | 7 | 1 | 0 | 71 | 10 | +61  | 93,75% |
| 3    | Argentina             | 8   | 8 | 3 | 2 | 3 | 25 | 27 | -2   | 50%    |
| 4    | Rusia                 | 11  | 8 | 4 | 3 | 1 | 55 | 23 | +32  | 68,75% |
| 5    | España                | 8   | 6 | 3 | 2 | 1 | 17 | 12 | +5   | 66,6%  |
| 6    | Brasil                | 7   | 6 | 3 | 1 | 2 | 51 | 15 | +36  | 58,3%  |
| 7    | Paraguay              | 7   | 6 | 3 | 1 | 2 | 28 | 20 | +8   | 58,3%  |
| 8    | Bielorrusia           | 5   | 6 | 2 | 1 | 3 | 26 | 20 | +6   | 41,6%  |
| 9    | Uruguay               | 6   | 5 | 3 | 0 | 2 | 14 | 10 | +4   | 60%    |
| 10   | Eslovaquia            | 3   | 5 | 1 | 1 | 3 | 9  | 22 | -13  | 30%    |
| 11   | Antillas Neerlandesas | 2   | 5 | 1 | 0 | 4 | 9  | 73 | -64  | 20%    |
| 12   | México                | 2   | 5 | 0 | 2 | 3 | 9  | 18 | -9   | 20%    |
| 13   | Australia             | 1   | 3 | 0 | 1 | 2 | 8  | 15 | -7   | 16,6%  |
| 14   | Bélgica               | 0   | 3 | 0 | 0 | 3 | 6  | 16 | -10  | 0%     |
| 15   | Costa Rica            | 0   | 3 | 0 | 0 | 3 | 4  | 24 | -20  | 0%     |
| 16   | Marruecos             | 0   | 3 | 0 | 0 | 3 | 4  | 57 | -53  | 0%     |

## Premios y reconocimientos

### Goleadores
En cursiva, jugadores y goles con los datos incompletos.
| Jugador               | Selección             | Goles |
| --------------------- | --------------------- | ----- |
| Jhon Pinilla          | Colombia              | 19    |
| Hansel Barba          | Bolivia               | 15    |
| Daniel de Brito       | Brasil                | 15    |
| Mauricio Saavedra     | Bolivia               | 12    |
| Leonel Reyes          | Bolivia               | 12    |
| Juan de La Rosa Gómez | Paraguay              | 12    |
| Andrey Monakhov       | Rusia                 | 10    |
| Alan Tostes           | Brasil                | 8     |
| Vladimir Choupilov    | Bielorrusia           | 8     |
| Alexei Nikolaev       | Rusia                 | 8     |
| Sergei Mirovnichenko  | Rusia                 | 8     |
| Mauricio Arnez        | Bolivia               | 7     |
| Luis Herrera          | Bolivia               | 7     |
| Martín Lafalla        | Argentina             | 7     |
| Serguei Kauzmintch    | Bielorrusia           | 7     |
| Víctor Hugo Huerta    | México                | 7     |
| Ramiro Mendoza        | Bolivia               | 6     |
| Cristiano da Silva    | Brasil                | 6     |
| Nelson Méndez         | Paraguay              | 6     |
| Enrique Montoya       | Bolivia               | 5     |
| Jhon Fredy Celis      | Colombia              | 5     |
| Federico Poges        | Argentina             | 5     |
| Antonio Carlos        | Brasil                | 5     |
| Giovanny Hernández    | Colombia              | 4     |
| Bartolomé Florit      | España                | 4     |
| Manuel Romero         | España                | 4     |
| Jaime Bujosa          | España                | 4     |
| Lizandro Femenia      | Argentina             | 4     |
| Bruno Rodriguez       | Brasil                | 4     |
| Celso Luis Mendes     | Brasil                | 4     |
| Evgueni Milovanov     | Rusia                 | 4     |
| Vladimir Masiv        | Rusia                 | 4     |
| Vladimir Prominski    | Rusia                 | 4     |
| Eduard Balaz          | Eslovaquia            | 4     |
| Clay Poppen           | Antillas Neerlandesas | 4     |
| Juan Parada           | Bolivia               | 3     |
| Sebastián Dávila      | Uruguay               | 3     |
| Caetan Beaudot        | Bélgica               | 3     |
| Andrei Antonau        | Bielorrusia           | 3     |
| Victor Santos         | Colombia              | 3     |
| Juan Carlos Soto      | Colombia              | 3     |
| Wagner Fernandez      | Brasil                | 3     |
| Christian Cantero     | Argentina             | 3     |
| Gustavo Ferreira      | Argentina             | 3     |
| Eugenio Zorrilla      | Paraguay              | 3     |
| Igor Kaisarov         | Rusia                 | 3     |
| Louri Ermakov         | Rusia                 | 3     |
| Vladímir Braminski    | Rusia                 | 3     |
| Dolvikov              | Rusia                 | 3     |
| Engelbert Vergel      | Colombia              | 2     |
| Álvaro Vescia         | Uruguay               | 2     |
| Luis Casañas          | Uruguay               | 2     |
| Diego Torrez          | Uruguay               | 2     |
| Carlos Favero         | Uruguay               | 2     |
| Óscar Cuba            | Argentina             | 2     |
| Celso de Araujo       | Brasil                | 2     |
| Issac Monteiro        | Brasil                | 2     |
| Sergei Kouzneson      | Bielorrusia           | 2     |
| Vicente Ortíz         | Paraguay              | 2     |
| Vitaly Poudikov       | Rusia                 | 2     |
| Demetiev Nicolai      | Rusia                 | 2     |
| Galla                 | Eslovaquia            | 2     |
| Marc Hoenslaars       | Australia             | 2     |
| Hernández             | Costa Rica            | 2     |
| Yasiv Jasi            | Marruecos             | 2     |
| Alejandro Masay       | Bolivia               | 1     |
| Alexander Duque       | Colombia              | 1     |
| Roshan Arias          | Colombia              | 1     |
| Viviano Mena          | Colombia              | 1     |
| Carlos Antonio Saudel | Brasil                | 1     |
| Marcio de Amorin      | Brasil                | 1     |
| Demetrio Fragueda     | Paraguay              | 1     |
| Gustavo Marecos       | Paraguay              | 1     |
| Daniel Araujo         | Paraguay              | 1     |
| Sergio Arauco         | Paraguay              | 1     |
| Rogelio Godoy         | Paraguay              | 1     |
| Vitory Puchikov       | Rusia                 | 1     |
| Rubén Cergosa         | España                | 1     |
| José María Sendra     | España                | 1     |
| Jaime Mancha          | España                | 1     |
| Juan Manuel Aguilera  | España                | 1     |
| Agustín Sánchez       | España                | 1     |
| Ihar Astapchyk        | Bielorrusia           | 1     |
| Artei Kassak          | Bielorrusia           | 1     |
| Vladimir Shirisko     | Bielorrusia           | 1     |
| Sergeui Tsitavets     | Bielorrusia           | 1     |
| Andrei Baranovok      | Bielorrusia           | 1     |
| Vladzimir Karasion    | Bielorrusia           | 1     |
| Diego Ciappesoni      | Uruguay               | 1     |
| Fernando Pérez        | Uruguay               | 1     |
| Arturo Bessio         | Uruguay               | 1     |
| Stefan Horvath        | Eslovaquia            | 1     |
| Jaroslav Sukenik      | Eslovaquia            | 1     |
| Socha                 | Eslovaquia            | 1     |
| David Anglatina       | Antillas Neerlandesas | 1     |
| Schurendij Boelijn    | Antillas Neerlandesas | 1     |
| Wilperg Matijon       | Antillas Neerlandesas | 1     |
| Elton Caroline        | Antillas Neerlandesas | 1     |
| Apolinar Uribe        | México                | 1     |
| Jorge Rengel          | México                | 1     |
| David Petr Vic        | Australia             | 1     |
| Nino Marvello         | Australia             | 1     |
| Robbie Issa           | Australia             | 1     |
| Maslin Rousci Nicolic | Australia             | 1     |
| Mazzasalma Dinny      | Australia             | 1     |
| Milavenovic Seebok    | Australia             | 1     |
| Albert Nassau         | Bélgica               | 1     |
| Vincent Callens       | Bélgica               | 1     |
| Maraki                | Bélgica               | 1     |
| Javier Alfaro         | Costa Rica            | 1     |
| Celis                 | Costa Rica            | 1     |
| Elrhard Mohamed       | Marruecos             | 1     |
| Pazi Yassine          | Marruecos             | 1     |